# 開会
開会とは会議や行事を始めることである。対義語は閉会。ここでは会期制を採用している議会（日本の国会など）においての開会について説明する。

## 議会における開会
会期制を採用している議会においては開会によって会期が始まる。

### 国会
日本の国会の場合、内閣の責任の下に、天皇が詔書の形式で召集することによって開会する(国事行為の一つ)。
この時に、衆議院議長（事故のある場合は参議院議長）の主宰によって国会開会式が執り行われるが、これは単なる儀式であり、特別に法律的な意味はない。

### 地方議会
地方議会の場合は地方公共団体の長の招集によって開会する。

## 参考資料
- ブリタニカ国際大百科事典 小項目版(TBSブリタニカ、1993年)